# Podilkî, Lîpova Dolîna
Podilkî (în ucraineană Поділки) este localitatea de reședință a comunei Podilkî din raionul Lîpova Dolîna, regiunea Sumî, Ucraina.

## Demografie
Componența lingvistică a localității Podilkî
     Ucraineană (97,14%)
     Rusă (2,86%)
Conform recensământului din 2001, majoritatea populației localității Podilkî era vorbitoare de ucraineană (97,14%), existând în minoritate și vorbitori de rusă (2,86%).